# Carsim
Carsim은 승용차 및 트럭의 차량 동역학 시뮬레이션을 위한 프로그램으로, Mechanical Simulation Corporation에서 개발하였다. 자동차 개발 및 연구 분야에서 광범위하게 사용되며, 다양한 학술 논문 및 연구 프로젝트에서 차량 성능 분석 도구로 활용되고 있다.

## 개요
Carsim은 자동차의 동역학을 정밀하게 모델링하여 가상 환경에서 주행 시뮬레이션을 수행할 수 있도록 설계된 소프트웨어이다. 이 프로그램은 Matlab, Simulink와 연동하여 사용할 수 있으며, 자율주행, ADAS(첨단 운전자 보조 시스템), 서스펜션 설계, 차량 동역학 연구 등 다양한 분야에서 활용된다.

## 특징
- 정확한 차량 모델링: 서스펜션, 타이어, 구동 시스템 등을 포함한 상세한 차량 모델링 기능 제공
- 시뮬레이션 환경 지원: 다양한 도로 조건 및 주행 시나리오 설정 가능
- Matlab/Simulink 연동: 타 시스템과의 연계를 통한 확장된 연구 가능
- 실시간 시뮬레이션 가능: Hardware-in-the-Loop 및 Software-in-the-Loop 환경 지원
- 산업 및 학술 연구 활용: 주요 자동차 제조업체 및 연구기관에서 표준 분석 도구로 사용됨

## 사용 사례
Carsim은 자동차 업계와 학계에서 널리 사용되고 있다. 포드, GM, 토요타 등에서 차량 개발 및 테스트에 사용 중이며, 차량의 센서 및 AI 기반 제어 시스템의 성능 평가 등 자율주행 연구에서도 사용한다. 차량의 핸들링 및 승차감을 분석하는 서스펜션 연구와 더불어 충돌 방지 시스템 및 ADAS 기술 개발에서도 사용되는 프로그램이다.

## 관련 소프트웨어
- MSC Adams
- Simulink Vehicle Dynamics Toolbox
- IPG CarMaker